# Terrorismo patrocinado por Estados
El terrorismo patrocinado por Estados es aquel tipo de violencia terrorista llevada a cabo con el apoyo activo de los gobiernos nacionales proporcionados a actores no estatales violentos. Los Estados pueden patrocinar a los grupos terroristas de varias maneras, entre ellas, entre otras, la financiación de organizaciones terroristas, el suministro de adiestramiento, el suministro de armas, la prestación de otra asistencia logística y de inteligencia y la acogida de grupos dentro de sus fronteras. Debido a la naturaleza peyorativa de la palabra, la identificación de ejemplos particulares a menudo está sujeta a disputas políticas y diferentes definiciones de terrorismo.
Una amplia variedad de Estados, tanto en las zonas desarrolladas como en las zonas en desarrollo del mundo, se han dedicado a patrocinar el terrorismo. Durante las décadas de 1970 y 1980, el patrocinio estatal del terrorismo fue una característica frecuente de los conflictos internacionales. Desde ese momento hasta la década de 2010 hubo un patrón constante de disminución en la prevalencia y magnitud del apoyo estatal. Sin embargo, debido al creciente nivel de violencia que podría facilitar, sigue siendo una cuestión de gran preocupación internacional.

## Contexto
El uso de organizaciones terroristas como representantes en conflictos armados entre actores estatales se hizo más atractivo a mediados del siglo XX como resultado de los desarrollos posteriores a la Segunda Guerra Mundial, como los crecientes costos de la guerra tradicional y el riesgo de una guerra nuclear. Hablando sobre el efecto de la capacidad nuclear en el conflicto militar tradicional, el agente de la KGB Alexander Sakharovsky dijo que "en el mundo de hoy, cuando las armas nucleares han hecho obsoleta la fuerza militar, el terrorismo debería convertirse en nuestra principal arma". Aunque el terrorismo patrocinado por el estado persiste en la era posterior al 9/11, algunos estudiosos han argumentado que se ha vuelto menos significativo en la era del yihadismo global. Por otro lado, Daniel Byman cree que su importancia ha aumentado. Organizaciones como Hamás, Hezbolá y la Jihad Islámica Palestina dependen en gran medida del apoyo estatal. Según la Oficina del Coordinador antiterrorista de Estados Unidos, este apoyo puede incluir "fondos, armas, materiales y las áreas seguras" que las organizaciones utilizan para "planificar y realizar operaciones".
La Enciclopedia Max Planck de Derecho Internacional Público señala que las instituciones jurídicas internacionales carecen actualmente de un mecanismo para enjuiciar a los líderes terroristas que "instruyen, apoyan o socorren" el terrorismo. Al concluir el juicio de Lockerbie, algunos comentaristas continuaron albergando dudas sobre la legitimidad de la única condena obtenida durante el juicio y, por lo tanto, también sobre la participación de Libia. El juicio interno resultó insuficiente para identificar a quienes habían dado las instrucciones..